# Berlijns voetbalkampioenschap 1900/01 (VBB)
In 1900/01 werd het vierde Berlijns voetbalkampioenschap gespeeld, dat georganiseerd werd door de Berlijnse voetbalbond. Op dit moment heette de voetbalbond nog Duitse voetbalbond (Verband Deutscher Ballspielvereine), waardoor de naam van het kampioenschap ook als Duits voetbalkampioenschap gezien zou kunnen worden. Maar aangezien er enkel clubs uit Berlijn deelnamen is de naam Duits kampioenschap niet representatief voor de competitie.
BFC Preußen werd kampioen. Er was dit jaar nog geel deelname aan de eindronde om de Duitse landstitel voorzien.

## Eindstand
| Plaats | Club                         | Wed. | W  | G | V  | Saldo | Ptn   |
| ------ | ---------------------------- | ---- | -- | - | -- | ----- | ----- |
| 1.     | Berliner FC Preußen 1894     | 12   | 10 | 0 | 2  | 71:16 | 20:4  |
| 2.     | Berliner TuFC Viktoria 1889  | 12   | 8  | 1 | 3  | 36:19 | 17:7  |
| 3.     | Berliner TuFC Britannia 1892 | 12   | 8  | 0 | 4  | 42:25 | 16:8  |
| 4.     | Berliner FC Fortuna 1894     | 12   | 4  | 3 | 5  | 24:26 | 11:13 |
| 5.     | Berliner TuFC Union 1892     | 12   | 5  | 0 | 4  | 16:45 | 10:14 |
| 6.     | Berliner FC Germania 1888    | 12   | 4  | 2 | 6  | 20:31 | 10:14 |
| 7.     | FV Brandenburg 92            | 12   | 0  | 0 | 12 | 10:59 | 0:24  |

|  | Kampioen |